# 서호급 호위함
서호급 호위함(Soho class frigate)은 조선민주주의인민공화국의 호위함이다. 조선인민군 해군 함정으로서는 극히 드물게 쌍동 선체로 설계되어 있으며, 오직 한 척만이 건조되었다.
조선인민군 전투함 중 배수량 1000t이 넘는 것은 3척으로 1970년대에 건조된 1500t급인 나진급 호위함 2척과 1980년대에 건조된 1600t급인 서호급 호위함 1척이뿐이며, 서호급은 조선인민군 해군 수상함 중에서 유일하게 헬기 1대를 운용할 수 있다.

## 구조
서호급은 쌍동선체를 적용한 실험적 성격이 강한 함선으로 쌍동선체의 넓은 선폭을 활용해 함 뒷쪽에 넓은 헬기 데크를 만들어 헬기 운용을 가능케 했다. 하지만 후속함의 건조가 계속되지 않은 것으로 보아 그리 성공적이지는 못한 것으로 평가된다. 함정 번호는 823이다.

## 동해
서호급은 동해함대에 배치되어 있다.
- 서호급 823번함 동해함대 소속. 1980년 진수, 1983년 배치(추정).
- 나진급 531번함 동해함대 소속. 1972년 진수, 1973년 배치.
- 나진급 631번함 서해함대 소속. 1973년 진수, 1975년 배치.

## 같이 보기
- 참수리급 고속정
- 나진급 호위함
- 조선민주주의인민공화국 해군의 함정 목록